# Полянка-Галлера
Полянка-Галлера (пол. Polanka Hallera) — село в Польщі, у гміні Скавіна Краківського повіту Малопольського воєводства.
Населення — 474 особи (2011).

## Демографія
Демографічна структура станом на 31 березня 2011 року:
|          | Загалом | Допрацездатний вік | Працездатний вік | Постпрацездатний вік |
| -------- | ------- | ------------------ | ---------------- | -------------------- |
| Чоловіки | 245     | 56                 | 169              | 20                   |
| Жінки    | 229     | 44                 | 135              | 50                   |
| Разом    | 474     | 100                | 304              | 70                   |